# Járányi Zsuzsanna
Járányi Zsuzsanna (Budapest, 1953 –) magyar érsebész, a Semmelweis Egyetem Városmajori Szív- és Érgyógyászati Klinika Érsebészeti Tanszékének nyugalmazott egyetemi docense.
A budai József Attila Gimnáziumban érettségizett, majd a Semmelweis Orvostudományi Egyetem Általános Orvosi Karán 1977-ben summa cum laude eredménnyel diplomázott. 1982-ben általános sebész, majd 1985-ben érsebészszakvizsgát tett. 1998-ban az orvostudományok kandidátusa lett. Dolgozott Tatabányán a megyei kórházban, a budapesti Balassa János Kórházban, valamint mentőorvosként is és szaktanácsadó is volt az Egészségügyi Minisztériumban. 
1985 óta a Semmelweis Egyetem Szív-és Érgyógyászati Klinikáján érsebész, egyetemi docens, érsebészeti tanszékvezető helyettes.
2019-ben a Magyar Érdemrend lovagkeresztje kitüntetést vehette át.